# Pagini de istorie
Pagini de istorie este un film românesc din 1976 regizat de Eugen Mandric.